# Per Jacobsen (piłkarz)
Per Jacobsen (ur. 20 marca 1924 w Skien, zm. 12 grudnia 2012 tamże) – norweski piłkarz, król strzelców Hovedserien w sezonie 1952/1953, ex aequo z Gunnarem Thoresenem.
Urodził się w rodzinie metodystów, w młodości chciał zostać stomatologiem, jednakże studia medyczne były zbyt drogie. W 1945 roku ukończył studia nauczycielskie w Elverum, a następnie pracował w zawodzie; na emeryturę przeszedł w wieku 62 lat. Przez całą karierę był związany z Odds BK, w którym grał w latach 1945–1964. 7 czerwca 1953 w wygranym 7:1 meczu z Lillestrøm SK strzelił 5 goli. W sezonie 1952/1953, ex aequo z Gunnarem Thoresenem, został królem strzelców ligi norweskiej z 15 golami. Rozegrał także dwa mecze w drugiej reprezentacji Norwegii.
Po zakończeniu kariery był trenerem. W 1968 roku pełnił funkcję szkoleniowca Odds BK. Zasiadał również w radzie miasta Skien z ramienia Sosialistisk Folkeparti.
5 lutego 1949 poślubił Norę Irene, z którą miał dwóch synów i córkę. Zmarł 12 grudnia 2012 w Skien, został pochowany osiem dni później.